# 贡桑
贡桑（法語：Gonsans，法語發音：[ɡɔ̃sɑ̃]）是法国杜省的一个市镇，位于该省中部略偏西北，属于贝桑松区。

## 地理
贡桑（47°13'55"N, 6°18'1"E）面积17.29 平方千米，位于法国勃艮第-弗朗什-孔泰大區杜省，该省份为法国东部内陆省份，北起上索恩省，西接汝拉省，东部及东南部与瑞士接壤，东北部与贝尔福地区省接壤。
与贡桑接壤的市镇（或旧市镇、城区）包括：格拉蒙当、奈塞莱格朗日、韦尔塞勒-维勒迪约勒康、埃塔朗、布克朗、绍莱帕萨旺。

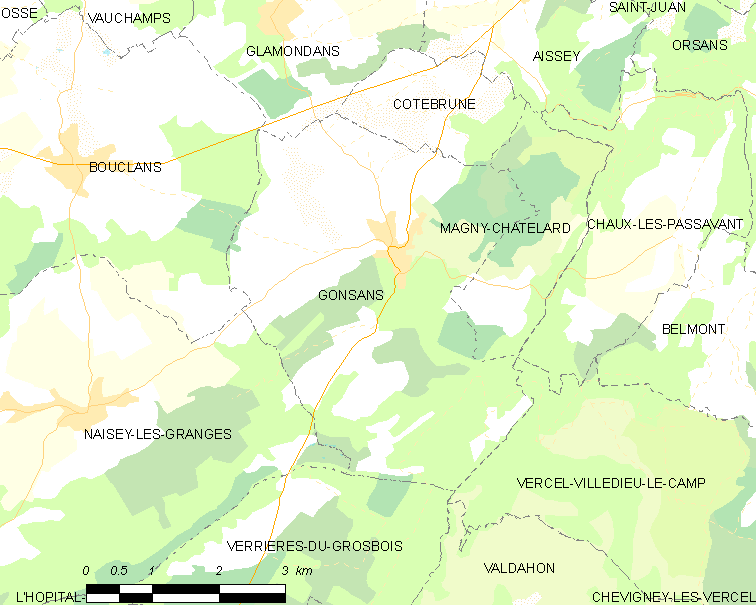
贡桑的OSM定位图

贡桑的时区为UTC+01:00、UTC+02:00（夏令时）。

## 行政
贡桑的邮政编码为25360，INSEE市镇编码为25278。

## 政治
贡桑所属的省级选区为博姆莱达姆县。

## 人口

1962-2008年间贡桑人口变化图示

贡桑于2022年1月1日时的人口数量为559人。